# 張弼士故居 (馬來西亞)
張弼士故居（英語：Cheong Fatt Tze Mansion），位於馬來西亞檳城州喬治市蓮花河街，原是中國商人、僑民張弼士的府邸。該故居的外部裝飾和靛藍色的外牆使其成為一座非常有特色的建築，有時也被稱為“藍屋”。
故居始建於1897年，於1904年建成。佔地5萬3000平方英尺，建築面積3萬4000平方英尺，是馬來西亞現存最大的中國園林式住宅。該故居擁有38個房間、5個花崗岩鋪成的庭院、7個樓梯和220個鄉土木百葉窗。故居於1995年經全面修復，現已成為展覽館。2000年獲聯合國教科文組織亞太區文物古蹟保護獎卓越項目獎。

## 简介
府邸内有38间房间、5个花岗岩铺面的庭院、7座楼梯和220扇白木百叶窗窗户，并皆由中国的工匠建设。这里曾作为张弼士的私人住宅以及他进行商业活动的所在地。
这栋豪宅的特点包括精美的中式梁柱雕花、哥特式卢浮窗、黄褐的砖墙，以及繁复的碎瓷拼花、新颖的彩玻嵌板、由几何碎片制成的正方型斯托克地板和苏格兰格拉斯哥铁制器物等。内部陈设的不少塑像、雕刻、挂毯等古董都是难得一见的珍品。
庭院布局依风水而定，家庭附楼建在前面，以防止任何道路在豪宅前建立一个T形交叉路口；它通过一个曲折的排水管道网络，从屋檐开始，通过天花板往下至中央庭院的墙壁，然后再将其从豪宅中排出，在这种情况下，在整个地板系统下面，并在中间建立一个斜坡（骑在龙背上的）。
豪宅外墙蓝色是以石灰与蓝花花汁制成的天然混合蓝色染料涂抹而成。蓝色是殖民地时期非常受欢迎的一种颜色，该染料由英国从印度进口到槟城。石灰洗涤在热带气候中可吸收水分并冷却房屋，同时消除水分而不损害墙壁的结构完整性。虽然白色是最容易获得的颜料，但靛蓝色的颜料却被选择为涂料，因它当时被社区视为高贵的颜色象征，可为豪宅增加高度珍贵，增加了豪宅的声望。
这栋豪宅于1989年由槟城一群古迹保护人士，买下这栋破旧的古屋以避免其因发展而被拆迁。1991年全面整修，1995年焕然一新的“蓝屋”对外开放，除了提供民众参观，也开放客房让游客住宿，举行婚礼、晚宴及会议等。蓝屋最近一次的重修工程是在1995年进行。在2016年，一间名叫“靛蓝”的餐厅于豪宅一楼开放。 

## 影视
- 这栋豪宅曾出现在:
  - 《The 3rd Generation》
  - 1993年奥斯卡奖得奖的法国电影《情定终生》（Indochine）
  - 1998年新加坡导演魏铭耀制作的《Forever Fever》又名《That's the Way I Like It》
  - 2006年《红色柯巴雅》（The Red Kebaya）
  - 2007年《夜·明》(Road to Dawn)
  - 2018年《疯狂亚洲富豪》(Crazy Rich Asians)
  - 2020年《彼岸之嫁》(The Ghost Bride)
- 这栋豪宅也曾在许多国际电视台如CNN、BBC、ESPN等亮相。

## 奖项
- 1995 马来西亚国家建筑保护奖
- 2000 联合国教科文组织亚太区文物古迹保护奖卓越项目奖[5]
- 马来西亚旅游部'2003年最佳旅游景点'奖
- 东盟2004年优秀奖; 东盟文化保护工作组
- Expatriate Lifestyle评为2008年马来西亚最佳精品酒店奖